# Masacre de la carretera costera
La masacre de la carretera costera ocurrió el 11 de marzo de 1978, cuando militantes palestinos secuestraron un autobús en la carretera costera de Israel y asesinaron a sus ocupantes; 38 civiles israelíes, incluidos 13 niños, murieron como resultado del ataque, mientras que 76 más resultaron heridos. El ataque fue planificado por Abu Jihad y llevado a cabo por la facción Fatah de la OLP. La fecha elegida tenía como objetivo echar por tierra las negociaciones de paz entre Menachem Begin y Anwar Sadat. El plan inicial era apoderarse de un hotel de lujo en la ciudad israelí de Tel Aviv y tomar como rehenes a turistas y embajadores extranjeros para canjearlos por prisioneros palestinos bajo custodia israelí.   Sin embargo, debido a un error de navegación, los atacantes acabaron a 65 km al norte de su objetivo, viéndose obligados a buscar un método de transporte alternativo hasta su destino.
La revista Time lo llamó el «peor ataque terrorista en la historia de Israel». Fatah llamó al secuestro «Operación del Mártir Kamal Adwan», en honor al jefe de operaciones de la OLP asesinado en la incursión israelí en Beirut en abril de 1973.  Como respuesta, las fuerzas militares israelíes lanzaron tres días después la Operación Litani contra las bases de la OLP en Líbano.

## Antecedentes
La OLP se atribuyó la responsabilidad del ataque, que fue planeado por el influyente líder de Fatah, Abu Jihad. El objetivo del ataque era interrumpir las negociaciones de paz entre Israel y Egipto. Yasir Arafat y Abu Jihad temían que una tregua entre Israel y Egipto fuera perjudicial para su causa. La operación se consideró de tal importancia que Abu Jihad, junto con su comandante de operaciones en el Líbano, Azmi Zair, informó personalmente a los participantes.
Israel recibió información sobre el ataque planeado por una fuente del Shin Bet con el nombre en clave de Housemaid, que se reunió con el oficial de inteligencia militar israelí Amos Gilad en una casa de seguridad en Jerusalén y le informó sobre los planes. La información fue confirmada por escuchas telefónicas de las oficinas de la OLP en Chipre. La inteligencia israelí ubicó la base del escuadrón en la playa de Damour, se enteró de los nombres de los atacantes y descubrió que el objetivo del ataque planeado era interrumpir las negociaciones de paz con Egipto. El 5 de marzo de 1978, Israel lanzó una operación militar para impedir el ataque planeado. Comandos navales del Shayetet 13 atacaron la base de la OLP en Damour para eliminar al escuadrón, pero sólo mataron a los que estaban en un edificio, mientras que los que estaban en un edificio cercano, que no salieron ni abrieron fuego, sobrevivieron al ataque.
Después de recibir información de Housemaid de que no todos los integrantes del escuadrón habían sido asesinados, Gilad exigió que se enviaran nuevamente los comandos para eliminar a los guerrilleros restantes, argumentando que, como Abu Jihad sabía ahora que Israel estaba al tanto de sus planes, se sentiría impulsado a lanzar el ataque antes, pero el ministro de Defensa, Ezer Weizman, no quería que los titulares sobre una incursión israelí en el Líbano ensombrecieran su próxima visita al Pentágono, se negó a autorizar otra misión de ese tipo. Los guerrilleros supervivientes procedieron a llevar a cabo el ataque.

## Ataque

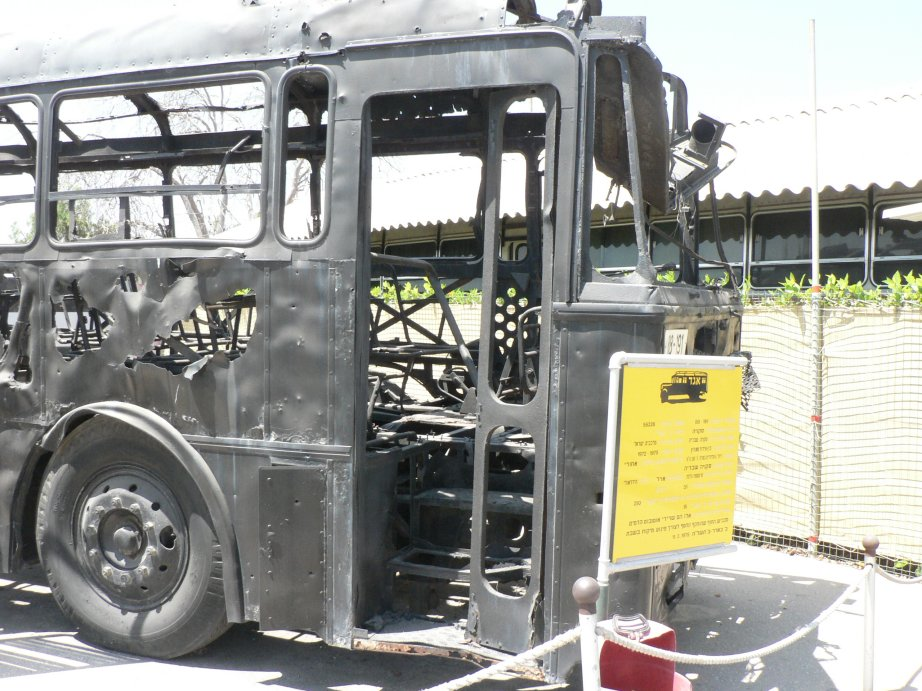
Parte frontal de los restos del autobús secuestrado

### Desembarco
El 9 de marzo de 1978, trece fedayines palestinos, entre ellos Dalal Mughrabi, una joven de 18 años, abandonaron el Líbano en un barco rumbo a la costa israelí. Iban equipados con fusiles Kalashnikov, granadas propulsadas por cohetes, morteros ligeros y explosivos de gran potencia. El 11 de marzo, se trasladaron a dos botes Zodiac y se dirigieron hacia la costa. Uno de los botes Zodiac volcó debido al mal tiempo y dos de los militantes se ahogaron, pero los once supervivientes continuaron con su misión.
Los once supervivientes desembarcaron en una playa cercana al kibutz Ma'agan Michael, al norte de Tel Aviv. Debido a la tormenta, habían perdido el rumbo y creyeron que habían desembarcado en Chipre. Se encontraron con la fotógrafa estadounidense Gail Rubin, que estaba tomando fotografías de la naturaleza en la playa y le preguntó dónde estaban. Se sintieron aliviados cuando les dijo que estaban en Israel. Luego la mataron. Los dos atacantes sobrevivientes dijeron que Mughrabi disparó a Rubin, quien era sobrina del senador estadounidense Abraham A. Ribicoff.

### Secuestro
A continuación anduvieron hasta una autopista de cuatro carriles donde dispararon contra los vehículos que circulaban por allí, y secuestraron un taxi, asesinando a sus ocupantes. Condujeron por la autopista en dirección a Tel Aviv, consiguiendo secuestrar un autobús en el que iban de excursión conductores de la compañía de autobuses Egged con sus familiares. Aunque Abu Jihad les había ordenado tomar un hotel, los militantes improvisaron y cambiaron la naturaleza de su ataque debido a las docenas de rehenes que tenían en sus manos. Los militantes condujeron por la carretera costera, disparando y lanzando granadas a los coches que pasaban. También dispararon a los pasajeros y arrojaron al menos un cuerpo fuera del autobús. En un momento dado, se apoderaron del autobús 901, que viajaba de Tel Aviv a Haifa, tomando también a sus pasajeros como rehenes y obligaron a los pasajeros del primer autobús a subir a él.
En un momento dado, el autobús se detuvo y uno de los atacantes se bajó y disparó directamente contra un coche que pasaba por allí, matando a un adolescente, Imri Tel-Oren, e hiriendo a su padre Hanoch. Sharon Tel-Oren, la madre de Imri, testificó: «Estábamos en nuestra camioneta, conduciendo por la carretera de la costa. Vimos algo extraño delante: un autobús, pero parecía estar parado. Entonces vimos a alguien tirado en la carretera. Había cristales rotos por todas partes, niños gritando. Entonces oímos los disparos. Imri estaba dormido en el asiento trasero. La bala atravesó el asiento delantero y le dio en la cabeza, matándolo instantáneamente. Mi marido recibió un disparo en el brazo y perdió el movimiento de los dedos».
La policía fue alertada del ataque y sus vehículos alcanzaron al autobús y lo siguieron. Aunque los militantes dispararon contra los vehículos policiales que los perseguían, los policías no respondieron al fuego por temor a alcanzar a los civiles que se encontraban dentro del autobús. La policía montó rápidamente un control de carretera, pero los militantes lo destrozaron y continuaron su viaje. Según Khaled Abu Asba, uno de los dos atacantes supervivientes, la policía montó varios controles de carretera y hubo un intercambio de disparos en cada intersección.

### Tiroteo en el cruce Glilot

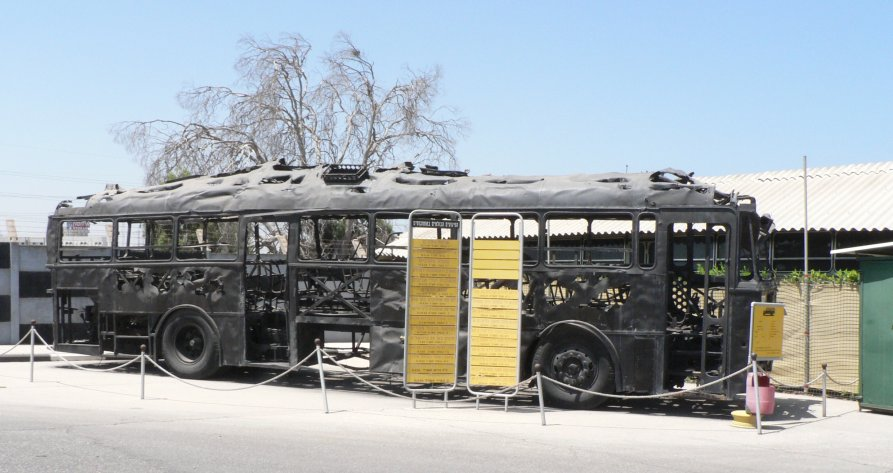
Los restos del autobús secuestrado en exposición

El autobús fue finalmente detenido por un gran control policial instalado en el cruce de Glilot cerca de Herzliya, que incluyó clavos plantados en la carretera para perforar los neumáticos del autobús. Debido a la velocidad con la que se estaba produciendo el ataque, los escuadrones antiterroristas israelíes no habían podido movilizarse con la suficiente rapidez y el control de carretera estaba a cargo de patrulleros y policías de tráfico comunes, que estaban ligeramente armados en comparación con los militantes y no estaban entrenados para tratar con situaciones de rehenes. Se desató un tiroteo y la policía rompió las ventanas del autobús y gritó a los pasajeros que saltaran.
Los pasajeros que trataban de escapar fueron tiroteados por uno de los militantes. Según la policía israelí, Assaf Hefetz, entonces jefe de la unidad antiterrorista de la policía israelí, llegó al lugar antes que su unidad y asaltó el autobús, matando a dos militantes. Hefetz sufrió una herida en el hombro durante la batalla y más tarde fue galardonado con la Medalla al Valor de la Policía israelí.
La batalla llegó a su clímax cuando el autobús explotó y estalló en llamas. Algunos de los militantes y rehenes escaparon, pero la mayoría murieron en el incendio. La explosión pudo haber sido provocada por un tanque de combustible en llamas o por granadas. Los palestinos afirmaron que los israelíes destruyeron el autobús con fuego desde helicópteros artillados. El periodista israelí Ronen Bergman, en su libro Rise and Kill First, basado en entrevistas con veteranos de la inteligencia israelí, afirmó que el incendio se debió a la explosión de una granada que se produjo como resultado de una pelea entre militantes y el rehén Avraham Shamir. Según Bergman, durante el tiroteo, Shamir vio a uno de los militantes apoyando la mano que sostenía su pistola sobre la cabeza de su hija, tras lo cual cargó contra él, tomó el arma y disparó a un militante que estaba de pie en la parte delantera del autobús, luego disparó tres tiros a otro militante. Otro rehén advirtió a Shamir de un militante que le apuntaba con su arma desde atrás, tras lo cual Shamir se dio la vuelta y ambos dispararon, hiriéndose mutuamente. Shamir vio entonces al militante al que le había quitado el arma tirado herido en el suelo sosteniendo una granada con el seguro quitado. Después de dejarla caer al suelo, Shamir intentó usar el cuerpo del militante para amortiguar los efectos de la explosión. La explosión de la granada mató al militante y a cinco rehenes, hirió gravemente a Shamir y prendió fuego al autobús.
En el ataque murieron treinta y ocho civiles, entre ellos trece niños, y setenta y uno resultaron heridos. De los once atacantes, nueve fueron asesinados.

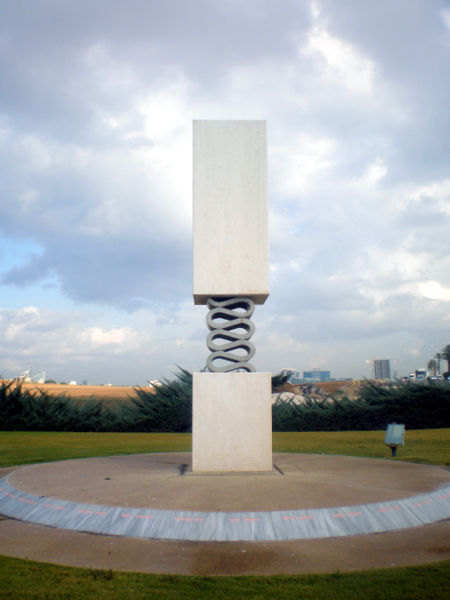
Monumento conmemorativo cerca del intercambiador Glilot en la carretera costera

Según algunas informaciones, Ehud Barak, quien fuera más tarde primer ministro de Israel, dirigió la operación militar contra Mughrabi, y habrían aparecido fotos de él disparando contra el cadáver de la terrorista yaciendo sobre el asfalto.

## Críticas sobre la actuación de las fuerzas de seguridad
Las fuerzas de seguridad israelíes fueron duramente criticadas en Israel por la manera en que respondieron al ataque. También recibieron críticas por el hecho de que los terroristas fueran capaces de llegar hasta la playa en plena luz del día sin ser detectados, y que consiguieran tender una emboscada al taxi y a los dos autobuses. Asimismo, se cuestionó que no bloquearan la autopista inmediatamente tras conocerse que por ella iba un autobús secuestrado lleno de rehenes.

## Respuesta

### Juicio
Los dos autores supervivientes, Khaled Abu Asba y Hussein Fayyad, fueron detenidos y juzgados por un tribunal militar israelí de Lod. Se les acusó de diez cargos de disparos contra personas, dos cargos de colocación y detonación de explosivos y un cargo de pertenencia a una organización hostil. El juicio comenzó el 9 de agosto de 1979. El juez coronel Aharon Kolperin presidió el proceso. El fiscal jefe fue Amnon Straschnov, mientras que Abu Asba y Fayyad estuvieron representados por la abogada defensora Leah Tsemel. El 23 de octubre de 1979, fueron declarados culpables de los trece cargos. Fueron condenados a cadena perpetua y pasaron siete años en prisión antes de ser liberados en virtud del Acuerdo de Jibril de 1985.

### Gobierno israelí
En una nota de prensa emitida al día siguiente, el primer ministro israelí Menachem Begin afirmó: «Vinieron aquí a matar judíos. Tenían la intención de tomar rehenes y amenazaron, como indicaba el panfleto que dejaron, con matar a todos si no aceptábamos todas sus exigencias... No lo olvidaremos. Y hago un llamamiento a las demás naciones para que no olviden esta atrocidad nazi que se cometió ayer contra nuestro pueblo».
Hablando ante la Knesset el 13 de marzo, Begin dijo: «Los días en los que se podía derramar la sangre judía impunemente son cosa del pasado. Que todo el mundo lo sepa: los que derramen sangre inocente no quedarán sin su castigo. Defenderemos a nuestros ciudadanos, nuestras mujeres y nuestros niños. Cortaremos el brazo de la maldad».
El 15 de marzo, tres días después de la masacre, Israel lanzó la Operación Litani contra las bases de la OLP en el sur del Líbano. El portavoz de las Fuerzas Armadas de Israel dijo: «El objetivo de la operación no es la represalia por los asesinatos terroristas, ya que no puede haber represalia por la muerte de inocentes, hombres, mujeres y niños; sino defender al Estado de Israel y a sus ciudadanos de las incursiones de los miembros de Fatah y de la OLP, que usan el territorio libanés para lanzar sus ataques contra los civiles israelíes». Augustus Richard Norton, profesor de relaciones internacionales en la Universidad de Boston, dijo que la Operación Litani resultó en aproximadamente 1100 personas muertas, la mayoría de ellas civiles palestinos y libaneses.

### Internacional
El presidente de los Estados Unidos, el primer ministro del Reino Unido y el secretario general de las Naciones Unidas mandaron mensajes de condolencia a Israel.

## Acusaciones israelíes de glorificación de los secuestradores
Palestinian Media Watch, una ONG israelí que monitoriza las tendencias antisemitas y el apoyo al terrorismo en la sociedad palestina, cita ejemplos de la prensa palestina en los que se presenta a Dalal Mughrabi como una heroína y un modelo de comportamiento. Una escuela de niñas de Hebrón recibió el nombre de Mughrabi, pero dicho nombre fue cambiado al poco tiempo, tras saberse que la escuela estaba financiada por USAID. También se dio su nombre a campamentos de verano y a cursos de la policía y de las fuerzas armadas palestinas. En febrero de 2011 Palestinian Media Watch desveló una campaña de propaganda feminista pan-arabista describiendo a Mughrabi como un modelo de mujer para el mundo árabe.
Durante el intercambio de prisioneros entre Israel y Hezbolá de 2008, Israel intentó transferir su cuerpo a Hezbolá, pero las pruebas de ADN demostraron que no se encontraba entre los cuerpos desenterrados.
Varias localidades bajo control de la Autoridad palestina han sido nombradas en honor de Mughrabi.